# Élections municipales françaises de 1983
Les élections municipales françaises de 1983 ont lieu les 6 et 13 mars.

## Contexte
Les élections arrivent après une défaite de la majorité (de gauche) aux cantonales de 1982. Dans ce contexte, on s'attend à ce que la gauche perde une partie des mairies obtenues lors des précédentes municipales de 1977.
Ces élections sont marquées par  des fraudes constatées dans plusieurs villes de la région parisienne détenues de longue date par le parti communiste. Plusieurs élections sont invalidées, et doivent être organisées à nouveau : « Le tribunal administratif de Paris a décidé, le mercredi 15 juin, d'inverser les résultats de l'élection municipale de Noisy-le-Grand en proclamant la victoire de la liste menée par la candidate du RPR et d'annuler les élections de la Queue-en-Brie, Aulnay-sous-Bois, Antony, Villeneuve-Saint-Georges où les maires sortants communistes avaient été réélus ». 
Par ailleurs, le gouvernement socialiste a mis en place de nouvelles lois sur la décentralisation qui accordent davantage de pouvoirs aux maires et donne un certain relief à ce scrutin. Surtout, les listes victorieuses à plus de 50 % au premier ou au second tour remportaient jusqu'alors la totalité des sièges du conseil ; dorénavant, les listes victorieuses au-delà de la majorité absolue se voient octroyer une prime majoritaire, mais une partie des sièges est réservée aux listes battues. Cette réforme électorale inspire le passage au scrutin proportionnel lors des élections législatives de 1986.

## Résultats
| Tendances     | Tendances      | Nombres d'élus | Pourcentage d'élus par parti |
| ------------- | -------------- | -------------- | ---------------------------- |
|               | Extrême gauche | 1 177          | 0,3 %                        |
|               | PCF            | 26 906         | 5,4 %                        |
|               | PS             | 50 959         | 10,2 %                       |
|               | MRG            | 5 036          | 1,0 %                        |
|               | Divers gauche  | 108 595        | 21,7 %                       |
|               | Écologistes    | 757            | 0,2 %                        |
|               | RPR            | 24 787         | 4,9 %                        |
|               | UDF            | 30 128         | 6,0 %                        |
|               | Divers droite  | 252 369        | 50,3 %                       |
|               | Extrême droite | 211            | 0,1 %                        |
| Total         | Total          | 501 591        | 100 %                        |
| Gauche        | Gauche         | 193 339        | 38,5 %                       |
| Droite        | Droite         | 307 495        | 61,3 %                       |
| Source : Quid |                |                |                              |

Le taux de participation s'élève à 78,4 % en métropole.
Au premier tour, la droite (principalement RPR et UDF) obtient 53,3 % des suffrages exprimés dans les villes de plus de 30 000 habitants et 58 % dans celles de plus de 100 000 habitants.

### Communes de plus de10 000 habitantsayant basculé à droite
Au second tour, la gauche subit une défaite.
Elle perd 31 villes de plus de 30 000 habitants, dont de nombreuses avaient été conquises en 1977. Seule Châtellerault (Édith Cresson) sera gagnée à la droite. Le rapport de forces national s'établit désormais à 53 en faveur de l'opposition contre 47 à la majorité.
Villes de plus de 10 000 habitants perdues par la gauche :
- Par le PC : Saint-Etienne, Reims, Nîmes, Béziers, Sète, Grasse, Arles, Saint-Quentin, Sèvres, Roncq, Epernay, Fontenay-le-Fleury, Orange, Poissy, Levallois-Perret, Athis-Mons, Montereau-Fault-Yonne, Saint-Gratien, Neuilly-Plaisance, Franconville, Goussainville, Gagny, Rosny-sous-Bois, Montargis, Oyonnax, Beaucaire, Montfermeil, Chelles, Villeparisis, Dammarie-les-Lys, Châteaudun, Joinville-le-Pont, Châtillon, Antony, Sarcelles, Savigny-sur-Orge, Maurepas, Carrières-sous-Poissy.
- Par le Parti socialiste : Epinal, Chalon-sur-Saône, Grenoble, Roubaix, Tourcoing, Douai, Avignon, Brest, Nantes, Vesoul, Chambéry, Carcassonne, Verdun, Vauvert, Croix, Hem, Lys-lez-Lannoy, Hazebrouck, Saint-Omer, Pessac, Pontivy, Les-Pavillons-sous-Bois, Tarascon, Orvault, Meaux, Villemomble, Coulommiers, Saint-Malo, Ozoir-la-Ferrière, Lunéville, Nemours, Talence, Le Chambon-Feugerolles, Yerres, Suresnes, Lunel, Granville, Orsay, Carrières-sur-Seine, Andrésy.

### Villes de plus de150 000habitants
Ces élections ont été les premières élections dans les mairies d'arrondissement depuis le vote de la loi PLM.
| Ville         | Population (1982) | Maire sortant | Maire sortant         | Parti | Maire élu | Maire élu             | Parti |
| ------------- | ----------------- | ------------- | --------------------- | ----- | --------- | --------------------- | ----- |
| Paris         | 2 176 243         |               | Jacques Chirac        | RPR   |           | Jacques Chirac        | RPR   |
| Marseille     | 874 436           |               | Gaston Defferre       | PS    |           | Gaston Defferre       | PS    |
| Lyon          | 413 095           |               | Francisque Collomb    | CAR   |           | Francisque Collomb    | CAR   |
| Toulouse      | 358 688           |               | Pierre Baudis*        | UDF   |           | Dominique Baudis      | UDF   |
| Nice          | 347 995           |               | Jacques Médecin       | RPR   |           | Jacques Médecin       | RPR   |
| Strasbourg    | 248 712           |               | Pierre Pflimlin*      | UDF   |           | Marcel Rudloff        | UDF   |
| Nantes        | 240 539           |               | Alain Chénard         | PS    |           | Michel Chauty         | RPR   |
| Bordeaux      | 208 159           |               | Jacques Chaban-Delmas | RPR   |           | Jacques Chaban-Delmas | RPR   |
| Saint-Étienne | 199 396           |               | Joseph Sanguedolce    | PCF   |           | François Dubanchet    | UDF   |
| Le Havre      | 199 388           |               | André Duroméa         | PCF   |           | André Duroméa         | PCF   |
| Montpellier   | 197 231           |               | Georges Frêche        | PS    |           | Georges Frêche        | PS    |
| Lille         | 196 705           |               | Pierre Mauroy         | PS    |           | Pierre Mauroy         | PS    |
| Rennes        | 194 656           |               | Edmond Hervé          | PS    |           | Edmond Hervé          | PS    |
| Toulon        | 179 423           |               | Maurice Arreckx       | UDF   |           | Maurice Arreckx       | UDF   |
| Reims         | 177 234           |               | Claude Lamblin        | PCF   |           | Jean Falala           | RPR   |
| Grenoble      | 156 637           |               | Hubert Dubedout       | PS    |           | Alain Carignon        | RPR   |
| Brest         | 156 060           |               | Pierre Maille         | PS    |           | Jacques Berthelot     | RPR   |

Bilan des élections sur les 17 communes de plus de 150 000 habitants : sept maires RPR, quatre maires UDF et un maire DVD ont été élus, face à quatre maires PS et un maire PCF.

## L'élection dans les grandes villes

### Agen
Maire sortant : Pierre Esquirol 1971-1981 et Georges Ricci (Radical)1981-1983
Résultats
- Premier tour

|               | Liste                                   | Nombre de voix | Résultats | Sièges                     |
| ------------- | --------------------------------------- | -------------- | --------- | -------------------------- |
| Riffaud       | "Voix des travailleurs" (LCR)           | 408            | 2,81 %    |                            |
| Laurissergues | Union de la gauche (PS-PCF-MRG)         | 5 656          | 38,95 %   | 8 (PS 5, PC 2, MRG 1)      |
| Soulignac     | Écologistes                             | 979            | 6,74 %    | 1                          |
| Georges Ricci | Union de l'opposition (UDF/Radical-RPR) | 7 476          | 51,49 %   | 30 (DVD 15, RPR 11, UDF 4) |

### Aix-en-Provence
Maire sortant : Alain Joissains (UDF/Radical) 1978-1983
- Premier tour

|                        | Liste                                   | Nombre de voix | Résultats | Sièges                     |
| ---------------------- | --------------------------------------- | -------------- | --------- | -------------------------- |
| Kleniec                | PCF                                     | 6 964          | 13,86 %   | 3                          |
| Jean-Pierre Rozan      | PS                                      | 13 655         | 27,18 %   | 7 (PS 5, DVG 2)            |
| Jean-Pierre de Peretti | Union de l'opposition (UDF/Radical-RPR) | 29 619         | 58,95 %   | 45 (UDF 26, RPR 9, DVD 10) |

Inscrits : 71768 Exprimés : 50238

### Albi
Maire sortant : Michel Castel (PS) 1977-1983
Resultats
- Premier tour

|               | Liste                               | Nombre de voix | Résultats |           |
| Kalfa         | “Voix des travailleurs” (LCR)       | 1 059          | 4,43 %    |           |
| Michel Castel | Union de la gauche (PS-PCF-MRG)     | 11 598         | 48,53 %   | Ballotage |
| Nespoulous    | Union de l'opposition (UDF/CDS-RPR) | 11 239         | 47,03 %   | Ballotage |

- Second tour

|               | Liste                               | Nombre de voix | Résultats | Sièges                          |
| ------------- | ----------------------------------- | -------------- | --------- | ------------------------------- |
| Michel Castel | Union de la gauche (PS-PCF-MRG)     | 12 990         | 51,59 %   | 33 (PS 20, PC 8, MRG 5)         |
| Nespoulous    | Union de l'opposition (UDF/CDS-RPR) | 12 186         | 48,41 %   | 10 (RPR 3, UDF 3, DVD 3, CNI 1) |

- Premier tour : Inscrits : 31458 Exprimés : 25176
- Premier tour : Inscrits : 29458 Exprimés :

### Amiens
- Maire sortant : René Lamps (PCF) 1971-1983

Résultats
- Premier tour

|                     | Liste                               | Nombre de voix | Résultats |           |
| Yann Faucon         | “Voix des travailleurs” (LCR-LO)    | 1 368          | 2,38 %    |           |
| René Lamps          | Union de la gauche (PCF-PS-PSU-MRG) | 26 894         | 46,94 %   | Ballotage |
| Jean-Claude Broutin | Union de l'opposition (UDF/CDS-RPR) | 25 087         | 43,79 %   | Ballotage |
| Didier Arnould      | Divers de droite                    | 3 937          | 6,87 %    |           |

- Second tour

|                     | Liste                               | Nombre de voix | Résultats | Sièges                           |
| René Lamps          | Union de la gauche (PCF-PS-PSU-MRG) | 32 816         | 52,04 %   | 42 (PCF 19, PS 18, PSU 3, MRG 2) |
| Jean-Claude Broutin | Union de l'opposition (UDF/CDS-RPR) | 30 240         | 47,96 %   | 13 (UDF 7, RPR 5, DVD 1)         |

### Angers
Maire sortant : Jean Monnier (PS diss.) 1977-1983
- Premier tour

|              | Liste                           | Nombre de voix | Résultats |           |
| Prourt       | PCF                             | 4 104          | 7,27 %    |           |
| Jean Monnier | Liste de centre gauche (PS)     | 24 927         | 44,20 %   | Ballotage |
| Jolivet      | Action locale (SE)              | 1 493          | 2,64 %    |           |
| Narquin      | Union de l'opposition (RPR/UDF) | 25 870         | 45,87 %   | Ballotage |

- Second tour

|              | Liste                           | Nombre de voix | Résultats | Sièges                                                  |
| Jean Monnier | Liste de centre gauche (PS)     | 30 566         | 52,06 %   | 42 (PS : 19, DVG : 16, MRG : 4, EXG : 2, ECO : 1)       |
| Narquin      | Union de l'opposition (RPR/UDF) | 28 141         | 47,94 %   | 12 (RPR : 6, UDF-CDS : 4, UDF-PR : 1, CNI : 1, DVD : 1) |

### Angoulême
Maire sortant : Jean-Michel Boucheron (PS) 1977-1983
Résultats
- Premier tour

|                       | Liste                               | Résultats | Sièges                         |
| Jean-Michel Boucheron | Union de la gauche (PS-PCF-MRG-PSU) | 54,74 %   | 34 (PS 24, PC 7, MRG 2, PSU 1) |
| Rattier               | Union de l'opposition (UDF-RPR)     | 45,25 %   | 9 (DVD 7, UDF 1, RPR 1)        |

### Annecy
Maire sortant : André Fumex (CDS) 1975-1983
Résultats
- Premier tour

|                | Liste                                 | Nombre de voix | Résultats | Sièges                       |
| -------------- | ------------------------------------- | -------------- | --------- | ---------------------------- |
| Cadoux         | Union de la gauche (PS/PCF/PSU/MRG)   | 7 943          | 42,05 %   | 9 (PS 5, PC 2, PSU 1, MRG 1) |
| Charles Bosson | Union de l'opposition (UDF/CDS - RPR) | 11 028         | 57,94 %   | 34 (UDF 15, DVD 12, RPR 7)   |

Inscrits : 28830 Exprimés : 19031

### Arles
Maire sortant : Jacques Perrot (PCF) 1971-1983
Résultats
- Premier tour

|                    | Liste                           | Nombre de voix | Résultats | Sièges                     |
| ------------------ | ------------------------------- | -------------- | --------- | -------------------------- |
| Jacques Perrot     | Union de la gauche (PCF-PS-MRG) | 12 089         | 46,42 %   | 10 (PC 5, PS 4, MRG 1)     |
| Jean Pierre Camoin | Union de l'opposition (RPR-UDF) | 13 953         | 53,57 %   | 35 (DVD 15, RPR 12, UDF 8) |

- Inscrits : 33473. Exprimés : 26042

### Arras
Maire sortant : Léon Fatous (PS) 1975-1983
- Premier tour

|             | Liste                               | Nombre de voix | Résultats |           |
| Léon Fatous | PS–Union de la gauche (PCF-MRG)     | 10 229         | 48,70 %   | Ballotage |
| Istas       | Les Verts                           | 2 085          | 9,93 %    |           |
| Truffer     | Union de l'opposition (UDF/CDS-RPR) | 8 687          | 41,36 %   | Ballotage |

- Second tour

|             | Liste                              | Nombre de voix | Résultats | Sièges                          |
| Léon Fatous | PS–Union de la gauche (PCF-MRG)    | 11 359         | 53,07 %   | 33 (PS 22, PCF 8, MRG 2, DVG 1) |
| Truffer     | Union de l'opposition(UDF/CDS-RPR) | 10 044         | 46,93 %   | 10 (UDF 5, RPR 5)               |

### Asnières-sur-Seine
Maire sortant : Michel Maurice-Bokanowski (UDR/RPR) 1959-1983
Résultats
- Premier tour

|                           | Liste                           | Nombre de voix | Résultats | Sièges                     |
| Sandrin                   | Union de la gauche (PS-PCF-MRG) | 8 950          | 31,95 %   | 8 (PS 5, PCF 3)            |
| Dechenoix                 | CNIP                            | 1 607          | 5,73 %    | 1                          |
| Michel Maurice-Bokanowski | Union de l'opposition (RPR-UDF) | 17 449         | 62,30 %   | 40 (RPR 18, UDF 15, DVD 7) |

### Aubervilliers
- Maire sortant : André Karman (PCF)
- Maire élu : André Karman

| Tête de liste  | Tête de liste              | Liste          | Premier tour | Premier tour | Sièges |
| Tête de liste  | Tête de liste              | Liste          | Voix         | %            | Sièges |
| -------------- | -------------------------- | -------------- | ------------ | ------------ | ------ |
|                | André Karman sortant réélu | PCF (PS, MRG)  | 11 907       | 61,00 %      | NC     |
|                | Ernest Cartigny            | UDF (PR) (RPR) | 4 608        | 23,61 %      | NC     |
|                | Raymond Labois             | diss. UDF      | 925          | 11,88 %      | NC     |
|                | Michel Jouannin            | LO             | 422          | 2,16 %       | NC     |
|                | Bernard Beauvais           | Divers         | 264          | 1,35 %       | NC     |
|                |                            |                |              |              |        |
| Inscrits       | Inscrits                   | Inscrits       | 32 032       | 100,00       |        |
| Abstention     | Abstention                 | Abstention     | 11 970       | 37,37        |        |
| Votants        | Votants                    | Votants        | 20 062       | 62,63        |        |
| Blancs et nuls | Blancs et nuls             | Blancs et nuls | 543          | 2,71         |        |
| Exprimés       | Exprimés                   | Exprimés       | 19 519       | 97,29        |        |

### Auch
Maire sortant : Jean Laborde (PS) 1977-1983
Résultats
- Premier tour

|              | Liste                           | Résultats | Sièges                         |
| Jean Laborde | Union de la gauche (PS-PCF-MRG) | 53,98 %   | 27 (PS 14, PC 6, DVG 4, MRG 3) |
| Jean Dours   | Union de l'opposition (UDF-RPR) | 46,01 %   | 8 (UDF 3, DVD 3, RPR 2)        |

### Aulnay-sous-Bois
Maire sortant : Pierre Thomas (PCF) 1977-1983
Résultats
- Premier tour

|                     | Liste                           | Nombre de voix | Résultats |           |
| Segura              | PCI                             | 376            | 1,46 %    |           |
| Guillemot           | “Voix des travailleurs” (LO)    | 625            | 2,43 %    |           |
| Pierre Thomas       | Union de la gauche (PCF-PS)     | 12 563         | 48,89 %   | Ballotage |
| Jean-Claude Abrioux | Union de l'opposition (RPR-UDF) | 12 130         | 47,20 %   | Ballotage |

- Second tour

|                     | Liste                           | Nombre de voix | Résultats | Sièges                           |
| Pierre Thomas       | Union de la gauche (PCF-PS)     | 14 088         | 50,54 %   | 37 (PCF 19, PS 14, MRG 2, PSU 2) |
| Jean-Claude Abrioux | Union de l'opposition (RPR-UDF) | 13 786         | 49,46 %   | 12 (RPR 6, UDF 5, DVD 1)         |

### Aurillac
- Maire sortant : René Souchon (PS) 1977-1983

Résultats
- Premier tour

|              | Liste                           | Résultats |                                  |
| René Souchon | Union de la gauche (PS-PCF-MRG) | 57,72 %   | 31 (8 PCF, 21 PS et 2 MRG)       |
| Jean Moins   | Union de l'opposition (RPR-UDF) | 42,28 %   | 8 (2 UDF-Rad, 2 UDF-PR et 4 RPR) |

### Auxerre
Maire sortant : Jean-Pierre Soisson (UDF/PR) 1971-1983
- Premier tour

|                     | Liste                           | Nombre de voix | Résultat | Sièges                      |
| Michel Villerey     | PCI                             | 467            | 2,85 %   |                             |
| Michel Bonhenry     | Union de la gauche (PS-PCF)     | 5 934          | 36,33 %  | 7 (PS 5, PC 2)              |
| Jean-Pierre Soisson | Union de l'opposition (UDF/RPR) | 9 929          | 60,80 %  | 32 (UDF 16, RPR 14, CNIP 2) |

Inscrits : 22699. Exprimés : 16330

### Avignon
Maire sortant : Henri Duffaut (SFIO/PS) 1958-1983
Resultats
- Premier tour

|                  | Liste                           | Nombre de voix | Résultats | Sièges                                   |
| Aimeras          | PSU                             | 2 648          | 4,22 %    | 1                                        |
| Henri Duffaut    | Union de la gauche (PS-PCF-MRG) | 17 296         | 43,16 %   | 12 (PS 6, PC 3, DVG 2, MRG 1)            |
| Jean-Pierre Roux | Union de l'opposition(RPR/UDF)  | 20 123         | 50,22 %   | 40 (RPR 16, PR 10, UDF 9, CNIP 3, DVD 2) |

### Beauvais
Maire sortant : Walter Amsallem (PS ) 1977-1983
Résultats
- Premier tour

|                      | Liste                           | Résultats | Sièges                   |
| Walter Amsallem      | Union de la gauche (PS-PCF-MRG) | 51,32 %   | 34 (PS 21, PC 10, MRG 3) |
| Jean-François Mancel | Union de l'opposition (RPR-UDF) | 48,67 %   | 11 (DVD 4, UDF 4, RPR 3) |

### Belfort
Maire sortant : Émile Géhant (PS) 1977-1983
Résultats
- Premier tour

|                         | Liste                           | Nombre de voix | Résultats |           |
| Meyer                   | Extrême gauche                  | 354            | 1,80 %    |           |
| Lacaille                | “Voix des travailleurs” (LO)    | 389            | 1,98 %    |           |
| Jean-Pierre Chevènement | PS-Union de la gauche (PCF-MRG) | 8 000          | 40,78 %   | Ballotage |
| Heyer                   | Écologistes                     | 1 577          | 8,03 %    |           |
| Bonnef                  | Union de l'opposition (RPR/UDF) | 8 456          | 43,10 %   | Ballotage |
| Lesbros                 | DVD                             | 839            | 4,27 %    |           |

- Second tour

|                         | Liste                             | Nombre de voix | Résultats | Sièges                          |
| Jean-Pierre Chevènement | PS - Union de la gauche (PCF-MRG) | 11 548         | 52,16 %   | 34 (PS 23, PCF 8, EXG 2, PSU 1) |
| Bonnef                  | Union de l'opposition (RPR/UDF)   | 10 589         | 47,83 %   | 11 (UDF 4, RPR 4, DVD 3)        |

### Besançon
Maire sortant : Robert Schwint (PS) 1977-1983
- Premier tour

|                | Liste                             | Nombre de voix | Résultats |           |
| G. Millot      | LCR                               | 804            | 1,96 %    |           |
| Robert Schwint | PS – Union de la gauche (PCF-MRG) | 17 485         | 42,72 %   | Ballotage |
| A. Fousseret   | Les Verts                         | 3 686          | 9,01 %    |           |
| M. Bittard     | Union de l'opposition (UDF/RPR)   | 18 953         | 46,31 %   | Ballotage |

- Second tour

|                | Liste                           | Nombre de voix | Résultats | Sièges                                 |
| Robert Schwint | PS–Union de la gauche (PCF-MRG) | 22 814         | 50,72 %   | 42 (PS 23,PC 6,MRG 4,DVG 9)            |
| M. Bittard     | Union de l'opposition (UDF/RPR) | 22 163         | 49,27 %   | 13 (RPR 6,DVD 3,UDF 2,UDF/CDS 1,CNI 1) |

- Premier tour : Inscrits : 61334. Votants : 41733 Exprimés : 98,07 %
- Second tour : Inscrits : 61334. Votants : 45755 Exprimés : 98,3 %

### Blois
Maire sortant : Pierre Sudreau (app. CDS) 1971-1983
Résultats
- Premier tour

|                | Liste                           | Résultats |
| Girard         | “Voix des travailleurs” (LCR)   | 4,41 %    |
| Valette        | Union de la gauche (PS–PCF-MRG) | 37,70 %   |
| Pierre Sudreau | Union de l'opposition (UDF/RPR) | 57,88 %   |

### Bobigny
Maire sortant : Georges Valbon (PCF) 1965-1983
Résultats
- Premier tour

|                | Liste                           | Résultats | Sièges |
| Berrou         | “Voix des travailleurs” (LCR)   | 4,65 %    |        |
| Georges Valbon | PCF - Union de la gauche (PS)   | 61,41 %   | 36     |
| Legrand        | Union de l'opposition (UDF-RPR) | 33,52 %   | 7      |

### Bordeaux
Maire sortant : Jacques Chaban-Delmas (RPR) 1947-1983
Résultats
- Premier tour

|                       | Liste                           | Résultats | Sièges |
| Astruc                | « Voix des Travailleurs » (LCR) | 1,31 %    |        |
| Lalumière             | Union de la gauche (PS/PCF/MRG) | 29,54 %   | 9      |
|                       | « Action locale » (SE)          | 1,34 %    |        |
| Junca                 | « Bordeaux 2000 » (DVD)         | 2,19 %    |        |
| Jacques Chaban-Delmas | Union de l'opposition (RPR/UDF) | 65,61 %   | 52     |

- Premier tour : Inscrits : 127 210 - Votants : 86 297 (68,73 %) - Exprimés : 98,7 %

### Boulogne-Billancourt
Maire sortant : Georges Gorse (RPR) 1971-1983
Resultats
- Premier tour

|               | Liste                           | Résultats | Sièges |
| Deswarte      | PCI                             | 1,53 %    |        |
| Bahry         | Union de la gauche (PS-PCF-MRG) | 24,94 %   | 7      |
| Georges Gorse | Union de l'opposition (RPR/UDF) | 73,51 %   | 48     |

### Bourges
- Maire sortant : Jacques Rimbault (PCF) 1977-1983

Principaux candidats
- Colette Cordat, liste Lutte ouvrière (LO)
- Jacques Rimbault, liste “Union pour Bourges” de l'"Union de la gauche" - Parti communiste français(PCF) - Parti socialiste(PS) - MRG
- Camille Michel, liste “Bourges-Espoir” (Rassemblement pour la République (RPR) - Union pour la démocratie française(UDF)

Résultats
- Premier tour

|                  | Liste                           | Nombre de voix | Résultats |
| Colette Cordat   | LO                              | 733            | 2,13 %    |
| Jacques Rimbault | PCF - Union de la gauche (PS)   | 18 537         | 54,04 %   |
| Camille Michel   | Union de l'opposition (RPR/UDF) | 15 032         | 43,83 %   |

### Brest
Maire sortant : Pierre Maille (PS) 1982-1983
Résultats
- Premier tour

|                   | Liste                           | Nombre de voix | Résultats | Sièges                  |
| André Fichaut     | “Voix des Travailleurs” (LCR)   | 1 461          | 2,09 %    |                         |
| Pierre Maille     | Union de la gauche (PS-PCF-MRG) | 33 112         | 47,48 %   | 14 (PS 9, PCF 4, UDB 1) |
| Jacques Berthelot | Union de l'opposition (RPR-UDF) | 35 163         | 50,42 %   | 45 (RPR 23, UDF 22)     |

- Premier tour : Inscrits : 101108 Exprimés : 69736

### Caen
Maire sortant : Jean-Marie Girault (UDF/RI puis PR) 1970-1983
- Premier tour

|                    | Liste                              | Nombre de voix | Résultats | Sièges                    |
| Benies             | “Voix des travailleurs” (LCR)      | 1 007          | 2,11 %    |                           |
| Louis Mexandeau    | Union de la gauche (PS-PCF-MRG)    | 17 450         | 36,60 %   | 10 (PS 7, PC 2, MRG 1)    |
| Viot               | Les Verts                          | 2 689          | 5,64 %    | 1                         |
| Jean-Marie Girault | Union de l'opposition (UDF/PR-RPR) | 26 531         | 55,64 %   | 44 (UDF 18,RPR 18, DVD 8) |

Inscrits : 58465. Exprimés : 34433

### Cahors
Maire sortant : Maurice Faure (Parti Radical/MRG) 1965-1983
Résultats
- Premier tour

|               | Liste                           | Nombre de voix | Résultats |
| Grinfeber     | PCF diss.                       | 902            | 10,36 %   |
| Maurice Faure | Union de la Gauche (MRG-PS-PCF) | 4 533          | 52,09 %   |
| Rocca         | Union de l'opposition (RPR-UDF) | 3 267          | 37,54 %   |

### Cambrai
Maire sortant : Jacques Legendre (RPR) 1977-1983
Résultats
- Premier tour

|                  | Liste                           | Nombre de voix | Résultats | Sièges                     |
| Jean Le Garrec   | Union de la gauche (PS-PCF)     | 7 760          | 40,16 %   | 8 (PS 6, PC 2)             |
| Jacques Legendre | Union de l'opposition (RPR-UDF) | 11 561         | 59,83 %   | 31 (DVD 15, RPR 11, UDF 5) |

- Premier tour : Inscrits : 24198 Exprimés : 19321

### Carcassonne
- Maire sortant : Antoine Gayraud 1968-1981 Fernand Ancely (PS) 1981-1983.

Principaux candidats
- Faye, liste Divers de gauche
- Marcel Peytavi, liste “Carcassonne-Progrès” CAP PC diss. - Écologistes
- Joseph Vidal, liste “Union de la gauche”: Parti socialiste(PS) - Parti communiste français (PCF) - Mouvement Radical de Gauche (MRG)
- Fernand Ancely, liste DVG Apparenté socialiste
- Raymond Chesa liste de centre-droite "Carcassonne avenir" Rassemblement pour la République (RPR) - Union pour la démocratie française (UDF)

Résultats
- Premier tour

|                | Liste                                         | Résultats |           |
| Marcel Peytavi | “Carcassonne-Progrès” (PC diss./ Écologistes) | 8,96 %    | Fusion    |
| Joseph Vidal   | Union de la gauche (PS-PCF-MRG)               | 34,18 %   | Ballotage |
| Fernand Ancely | Socialiste dissident                          | 15,51 %   | Retiré    |
| Raymond Chesa  | Union de l'opposition (RPR-UDF)               | 41,33 %   | Ballotage |

- Second tour

|               | Liste                                                 | Résultats | Sièges                      |
| Joseph Vidal  | Union de la gauche (PS-PCF-MRG-PC diss./ Écologistes) | 47,27 %   | 10 (PS 4,PC 4,DVG 1,MRG 1)  |
| Raymond Chesa | Union de l'opposition (RPR-UDF)                       | 52,72 %   | 33 (RPR 11, UDF 11, DVD 11) |

### Chambéry
Maire sortant : Francis Ampe (PS) 1977-1983
Résultats
- Premier tour

|              | Liste                                            | Nombre de voix | Résultats | Sièges                                    |
| Francis Ampe | Union de la gauche (PS-PCF- Écologistes-PSU-MRG) | 10 791         | 45,77 %   | 10 (PS 4,PC 2,Écol 1,PSU 1, MRG 1, DVG 1) |
| Pierre Dumas | Union de l'opposition (RPR/UDF)                  | 12 782         | 54,22 %   | 35 (DVD 14, UDF 11, RPR 10)               |

### Chartres
Maire sortant : Georges Lemoine (PS) 1977-1983
Résultats
- Premier tour

|                 | Liste                           | Résultats | Sièges                         |
| Georges Lemoine | Union de la gauche (PS-PCF-MRG) | 56,10 %   | 31 (PS 13, DVG 12,PC 4, MRG 2) |
| Chesneau        | Divers de droite                | 4,53 %    |                                |
| Lautout         | Union de l'opposition (UDF-RPR) | 39,36 %   | 8 (RPR 4, UDF 2, DVD 2)        |

### Châteauroux
Maire sortant : Daniel Bernardet (UDF-PSD) 1971-1983
| Tête de liste  | Tête de liste                  | Liste          | Premier tour | Premier tour | Sièges |
| Tête de liste  | Tête de liste                  | Liste          | Voix         | %            | Sièges |
| -------------- | ------------------------------ | -------------- | ------------ | ------------ | ------ |
|                | Daniel Bernardet sortant réélu | UDF (PSD)      | 14 692       | 60,09        | 37     |
|                | Jacques Massonneau             | PS (PCF)       | 8 848        | 36,19        | 8      |
|                | Claude Godard                  | MDD            | 909          | 3,72         |        |
|                |                                |                |              |              |        |
| Inscrits       | Inscrits                       | Inscrits       | 33 399       | 100          |        |
| Abstention     | Abstention                     | Abstention     | 8 189        | 24,52        |        |
| Votants        | Votants                        | Votants        | 25 210       | 75,48        |        |
| Blancs et nuls | Blancs et nuls                 | Blancs et nuls | 761          | 2,28         |        |
| Exprimés       | Exprimés                       | Exprimés       | 24 449       | 73,20        |        |

### Cherbourg
- Maire sortant : Louis Darinot "Union de la Gauche” (PS), maire de Cherbourg 1977-1983.

Principaux candidats
- Jean-Pierre Godefroy liste “Union de la gauche”: Parti socialiste(PS) - Parti communiste français (PCF) - Mouvement Radical de Gauche (MRG)
- Jean Vaur liste de centre-droite Union pour la démocratie française (UDF/PR) - Rassemblement pour la République (RPR)
- Dominique Gavory liste Les Verts

Résultats
- Premier tour

|                      | Liste                              | Nombre de voix | Résultats |           |
| Jean-Pierre Godefroy | PS - Union de la gauche (PCF/MRG)  | 5,197          | 43,34 %   | Ballotage |
| Dominique Gavory     | Les Verts                          | 1,204          | 10,04 %   | Ballotage |
| Jean Vaur            | Union de l'opposition (UDF/PR-RPR) | 5,588          | 46,60 %   | Ballotage |

- Second tour

|                      | Liste                             | Nombre de voix | Résultats | Sièges                          |
| Jean-Pierre Godefroy | PS-Union de la gauche (PCF/MRG)   | 6,123          | 47,19 %   | 26 (PS 15, PCF 7, DVG 3, MRG 1) |
| Dominique Gavory     | Les Verts                         | 770            | 5,93 %    | 1                               |
| Jean Vaur            | Union de l'opposition(UDF/PR-RPR) | 6,080          | 46,86 %   | 8 (RPR 4, UDF-PR 3, UDF-CDS 1)  |

Premier tour. - Inscrits : 17 963. Votants : 12 161. Exprimés : 11 989. Participation : 67,71 %. Abstention : 32,29 % [1].
Second tour. - Inscrits 17 963. Exprimés : 12 973

### Clermont-Ferrand
Maire sortant : Roger Quilliot (PS) 1973-1983
Résultats
- Premier tour

|                | Liste                               | Nombre de voix | Résultats | Sièges |
| M. Grangeon    | « Voix des travailleurs » (LCR)     | 1 763          | 3,33 %    |        |
| Roger Quilliot | Union de la gauche (PS-PCF-MRG-PSU) | 28 093         | 53,09 %   | 44     |
| Jean Morellon  | Union de l'opposition (UDF/PR-RPR)  | 20 940         | 39,57 %   | 11     |
| Walertot       | FN                                  | 2 212          | 3,99 %    |        |

- Inscrits : 74 979 - Exprimés : 52 908

### Colombes
Maire sortant : Dominique Frelaut (PCF) 1965-1983
Résultats
- Premier tour

|                   | Liste                           | Nombre de voix | Résultats | Sièges                               |
| ----------------- | ------------------------------- | -------------- | --------- | ------------------------------------ |
| Dominique Frelaut | Union de la gauche (PCF-PS-MRG) | 17 551         | 52,48 %   | 38 (PCF 23, PS 13, MRG 1, Extr G. 1) |
| Aubert            | Union de l'opposition (RPR/UDF) | 15 891         | 47,51 %   | 11 (RPR 5, UDF 4, DVD 2)             |

Inscrits : 47535. Exprimés : 33442

### Créteil
Maire sortant : Laurent Cathala (PS) 1977-1983
Résultats
- Premier tour

|                 | Liste                                                | Résultats |           |
| Viguie          | “Voix des travailleurs” (LCR)                        | 2,60 %    |           |
| Laurent Cathala | "Créteil Majorité" (PS-PCF- Écologistes-MRG-PSU)     | 41,78 %   | Ballotage |
| Justaume        | Les Verts                                            | 6,49 %    |           |
| Max Adda        | Divers de droite                                     | 4,02 %    |           |
| Michel Guillou  | "Union pour Créteil"-Union de l'opposition (RPR/UDF) | 45,10 %   | Ballotage |

- Second tour

|                 | Liste                                                | Résultats | Sièges                                        |
| Laurent Cathala | "Créteil Majorité" (PS-PCF- Écologistes-MRG-PSU)     | 50,80 %   | 37 (PS 18, PC 7, DVG 7, MRG 3, écol 1, PSU 1) |
| Michel Guillou  | "Union pour Créteil"-Union de l'opposition (RPR/UDF) | 49,19 %   | 12 (RPR 4, UDF 4, DVD 3, CNIP 1)              |

### Digne-les-Bains
Maire sortant : Pierre Rinaldi (RPR) 1977-1983
Resultats
- Premier tour

|                 | Liste                           | Nombre de voix | Résultats | Sièges |
| François Massot | Union de la gauche (PS-PCF-MRG) | 3 572          | 44,42 %   | 7      |
| Pierre Rinaldi  | Union de l'opposition(RPR/UDF)  | 4 469          | 55,57 %   | 26     |

- Premier tour : Inscrits : 8023 Exprimés :

### Dijon
Maire sortant : Robert Poujade (RPR) 1971-1983
- Premier tour

|                | Liste                             | Résultat |
|                | Union de la gauche - (PS/PCF/MRG) | 31,68 %  |
| Robert Poujade | Union de l'opposition (RPR/UDF)   | 68,31 %  |

### Douai
- Maire sortant : Charles Fenain (Divers de gauche SFIO diss.) 1965-1983

Résultats
- Premier tour

|                 | Liste                           | Résultats | Sièges |
| Georges Hage    | PCF                             | 24,70 %   | 5      |
| Marc Dolez      | PS                              | 22,71 %   | 5      |
| Jacques Vernier | Union de l'opposition (RPR-UDF) | 52,57 %   | 33     |

- Premier tour. Inscrits : 26843 Exprimés : 19108

### Drancy
Maire sortant : 	Maurice Nilès (PCF) 1959-1983
Résultats
- Premier tour

|               | Liste                           | Nombre de voix | Résultats | Sièges |
| Maurice Nilès | Union de la gauche (PCF-PS)     | 15 824         | 66,90 %   | 41     |
| Bergougnoux   | Union de l'opposition (RPR-UDF) | 7 827          | 33,09 %   | 9      |

### Dunkerque
Maire sortant : Claude Prouvoyeur (CNI puis RPR) 1965-1983
Résultats
- Premier tour

|                   | Liste                           | Nombre de voix | Résultats | Sièges |
| ----------------- | ------------------------------- | -------------- | --------- | ------ |
| Gérard Ehlers     | PCF                             | 2 719          | 7,71 %    | 1      |
| Jacques Bialski   | PS-MRG                          | 8 334          | 23,63 %   | 6      |
| M. Vanpouille     | Écologistes                     | 3 295          | 9,34 %    | 2      |
| Claude Prouvoyeur | Union de l'opposition (RPR-UDF) | 20 909         | 59,30 %   | 40     |

- Premier tour : Inscrits : 48579 Exprimés : 35257

### Évreux
Maire sortant : Rolland Plaisance (PCF) 1977-1983
Résultats
- Premier tour

|                   | Liste                           | Résultats |                          |
| Rolland Plaisance | Union de la gauche (PCF-PS)     | 52,93 %   | 33 (PC 14, PS 14, DVG 5) |
| Jean-Louis Debré  | Union de l'opposition (RPR-UDF) | 47,06 %   | 10 (UDF 6, RPR 4)        |

### Figeac
- Maire sortant : Martin Malvy (PS) 1977-1983

Résultats
- Premier tour

|              | Liste                           | Résultats |    |
| Martin Malvy | Union de la gauche (PS-PCF-MRG) | 65,08 %   | 24 |
| Sannac       | Union de l'opposition (RPR-UDF) | 34,92 %   | 5  |

### Foix
- Maire sortant : Olivier Carol (PS) 1965-1983

Résultats
- Premier tour

|               | Liste                           | Résultats |           |
| Olivier Carol | Union de la gauche (PS-PCF-MRG) | 37,67 %   | Ballotage |
| Thiers        | PS dissident                    | 32,66 %   | Ballotage |
| Sannac        | Union de l'opposition (RPR-UDF) | 29,36 %   | Ballotage |

- Second tour

|               | Liste                           | Résultats | Sièges                  |
| Olivier Carol | Union de la gauche (PS-PCF-MRG) | 38,62 %   | 20 (PS 14, PC 6)        |
| Thiers        | PS dissident                    | 34,23 %   | 5                       |
| Sannac        | Union de l'opposition (RPR-UDF) | 27,14 %   | 4 (RPR 2, UDF 1, DVD 1) |

### Grenoble
- Maire sortant : Hubert Dubedout (Parti socialiste/GAM), maire de Grenoble 1965-1983

Résultats
- Premier tour

|                 | Liste                           | Nombre de voix | Résultats | Sièges                                 |
| Vitton Mea      | "Voix des travailleurs" (LCR)   | 1 418          | 2,54 %    |                                        |
| Hubert Dubedout | Union de la gauche (PS-PCF-MRG) | 24 183         | 43,43 %   | 13 (PS 6, PC 3, DVG 2, MRG 1, Verts 1) |
| Alain Carignon  | Union de l'opposition (RPR-UDF) | 30 069         | 54,01 %   | 46(DVD 19, RPR 15, UDF 12)             |

Inscrits : 83375 Votants : 57072 Exprimés : 55670

### Laon
- Maire sortant : Robert Aumont (PS) 1977-1983
- Maire élu: René Dosière (PS)

| Candidat        | Candidat           | Parti                       | Premier tour | Premier tour | Premier tour | Sièges                  | Sièges |
| Candidat        | Candidat           | Parti                       | Voix         | %            | +/-          | -                       | +/-    |
| --------------- | ------------------ | --------------------------- | ------------ | ------------ | ------------ | ----------------------- | ------ |
|                 | René Dosière       | Union de la gauche (PS-PCF) | 6 473        | 51,23        | 2,3          | 27 (20 PS, 7 PCF)       | 0      |
|                 | Jean-Claude Lamant | RPR-UDF                     | 6 160        | 48,76        | 2,8          | 8 (3 RPR, 3 UDF, 2 DVD) | 8      |
|                 |                    |                             |              |              |              |                         |        |
| Exprimés        | Exprimés           | Exprimés                    | 12 633       | 96,92        |              |                         |        |
| Blancs et nuls  | Blancs et nuls     | Blancs et nuls              | 402          | 3,08         |              |                         |        |
| Total           | Total              | Total                       | 13 035       | 78,92        |              |                         |        |
| Abstention      | Abstention         | Abstention                  | 3 483        | 21,08        |              |                         |        |
| Inscrits        | Inscrits           | Inscrits                    | 16 518       | 100,00       |              |                         |        |
| * maire sortant |                    |                             |              |              |              |                         |        |

### La Rochelle
| Tête de liste | Tête de liste                | Liste         | Premier tour | Premier tour | Sièges |
| Tête de liste | Tête de liste                | Liste         | Voix         | %            | Sièges |
| ------------- | ---------------------------- | ------------- | ------------ | ------------ | ------ |
|               | Michel Crépeau sortant réélu | MRG (PS, PCF) | NC           | 55,97 %      | 38     |
|               | Jean Harel                   | RPR (UDF)     | NC           | 44,02 %      | 11     |

La liste d'union de la gauche emporte une large majorité avec 38 sièges dont 14 au MRG, 12 au Parti socialiste, 11 au Parti communiste et 1 au PSU. L'opposition emporte 11 sièges dont 7 à l'UDF et 4 au RPR.

### La Roche-sur-Yon
Maire sortant : Jacques Auxiette (PS ) 1977-1983
Résultats
- Premier tour

|                  | Liste                                            | Résultats | Sièges                                        |
| Jacques Auxiette | Union de la gauche (PS-PCF-PSU-MRG- Écologistes) | 56,01 %   | 34 (PS 15, PC 8, DVG 5, PSU 4, MRG 1, Écol 1) |
| Philippe Mestre  | Union de l'opposition (UDF-RPR)                  | 45,25 %   | 9 (DVD 4, UDF 3, RPR 2)                       |

### Le Creusot
Maire sortant : Camille Dufour (PS ) 1977-1983
Résultats
- Premier tour

|                | Liste                                            | Résultats | Sièges                   |
| Camille Dufour | Union de la gauche (PS-PCF-PSU)                  | 58,11 %   | 31 (PS 20, PC 10, PSU 1) |
| Jean Taulelle  | “Creusot-Avenir”-Union de l'opposition (RPR-UDF) | 41,88 %   | 8 (RPR 7, UDF 1)         |

### Le Havre
Principaux candidats
- Extrême gauche
- André Duroméa, liste Union de la gauche: Parti communiste français (PCF) - Parti socialiste (PS) - Parti socialiste unifié (PSU)
- Antoine Lagarde, Union pour la démocratie française (UDF)
- Antoine Rufenacht, Rassemblement pour la République (RPR)

Résultats
- Premier tour

Inscrits : 129591. Exprimés : 89889
|                   | Liste                                 | Résultats | Sièges                    |
|                   | Extrême gauche                        | 3,36 %    |                           |
| André Duroméa     | PCF - Union de la gauche (PS-PSU-MRG) | 53,41 %   | 49 (PCF 24, PS 22, PSU 3) |
| Antoine Lagarde   | UDF                                   | 21,51 %   | 6                         |
| Antoine Rufenacht | RPR                                   | 21,71 %   | 6                         |

### Le Mans
- Maire sortant : Robert Jarry (PCF) 1977-1983

Résultats
- Premier tour

|                     | Liste                           | Résultats | Nombre de voix |           |
| Robert Jarry        | PCF                             | 25 077    | 35,45 %        | Ballotage |
| Jean-Claude Boulard | PS-MRG-PSU                      | 16 139    | 22,81 %        | Fusion    |
| Couasnon            | Divers de droite                | 4 816     | 6,80 %         |           |
| Jacques Chaumont    | Union de l'opposition (RPR/UDF) | 24 702    | 34,92 %        | Ballotage |

- Second tour

|                  | Liste                               | Résultats |         |                                        |
| Robert Jarry     | Union de la gauche (PCF-PS-MRG-PSU) | 38 368    | 53,51 % | 42 (PC 20, PS 16, DVG 3, PSU 2, MRG 1) |
| Jacques Chaumont | Union de l'opposition (RPR/UDF)     | 33 324    | 46,48 % | 13 (RPR 6, UDF/PR 4, CNIP 1, DVD 2)    |

### Lens
- Maire sortant : André Delelis (PS) 1966-1983

Résultats
- Premier tour

|               | Liste                               | Résultats | Sièges |
| Barrais       | PCF                                 | 16,55 %   | 3      |
| André Delelis | PS                                  | 55,00 %   | 31     |
| Roger         | Union de l'opposition (UDF/CDS-RPR) | 28,44 %   | 5      |

Inscrits : 25877 Exprimés : 19627

### Lille
Maire sortant : Pierre Mauroy (PS) 1973-1983
- Premier tour

|                  | Liste                                 | Résultat |           |
| Wahry            | Extrême gauche                        | 2,53 %   |           |
| Pierre Mauroy    | PS - Union de la gauche (PCF-MRG-PSU) | 46,33 %  | Ballotage |
| Tirmont          | Les Verts                             | 5,41 %   |           |
| Puchaux          | Divers de droite                      | 2,76 %   |           |
| Bruno Chauvierre | Union de l'opposition (RPR/UDF)       | 42,94 %  | Ballotage |

- Second tour

|                  | Liste                                 | Résultats | Sièges                                 |
| Pierre Mauroy    | PS - Union de la gauche (PCF-MRG-PSU) | 52,82 %   | 45 (PS 27, PC 10, DVG 5, MRG 2, PSU 1) |
| Bruno Chauvierre | Union de l'opposition (RPR/UDF)       | 47,17 %   | 14 (RPR 6, UDF 6, CNIP 1, DVD 1)       |

### Limoges
Maire sortant : Louis Longequeue (PS) 1956-1983
- Premier tour

|                  | Liste                           | Résultats | Sièges                                   |
|                  | Lutte ouvrière                  | 4,37 %    |                                          |
| Louis Longequeue | Union de la gauche (PS-PCF-PSU) | 56,99 %   | 44 (PS : 23, PCF : 13, DVG : 7, PSU : 1) |
| Michel Bernard   | Union de l'opposition (RPR/UDF) | 38,71 %   | 11 (RPR : 6, UDF : 5)                    |

### Lons-le-Saunier
- Maire sortant : Henri Auger (PCF) 1977-1983

Résultats
- Premier tour

|             | Liste                                     | Nombre de voix | Résultats |           |
| Henri Auger | Union de la gauche (PCF-PS)               | 4 172          | 46,42 %   | Ballotage |
| Azema       | Liste "Utile" (DVD)                       | 581            | 6,48 %    |           |
| Moriconi    | "Lons 83"-Union de l'opposition (RPR-UDF) | 4 233          | 47,10 %   | Ballotage |

- Second tour

|             | Liste                                     | Nombre de voix | Résultats | Sièges                           |
| ----------- | ----------------------------------------- | -------------- | --------- | -------------------------------- |
| Henri Auger | Union de la gauche (PCF-PS)               | 4 870          | 50,46 %   | 27 (PS 12, PCF 11, DVG 3, MRG 1) |
| Moriconi    | "Lons 83"-Union de l'opposition (RPR-UDF) | 4 781          | 49,53 %   | 8 (UDF 4, RPR 2, DVD 2)          |

- Premier tour : Inscr., 12 424; abst., 20,39 %; suffr. expr., 9 651

### Lorient
Maire sortant : Jean Lagarde 1973-1981 et Jean-Yves Le Drian (PS) 1981-1983
Résultats
- Premier tour

|                      | Liste                           | Nombre de voix | Résultats | Sièges                   |
| -------------------- | ------------------------------- | -------------- | --------- | ------------------------ |
| Marie-Hélène Le Roux | PSU                             | 1 626          | 5,61 %    | 1                        |
| Jean-Yves Le Drian   | Union de la gauche (PS-PCF)     | 15 097         | 52,14 %   | 38 (PS 21, PC 12, DVG 5) |
| Guy Guermeur         | Union de l'opposition (RPR-UDF) | 12 227         | 42,23 %   | 10 (RPR 5, UDF 4, DVD 1) |

- Premier tour : Inscr. 43513 suffr. expr. 28950

### Mâcon
Maire sortant : Michel Antoine Rognard (PS ) 1977-1983
Résultats
- Premier tour

|                        | Liste                                | Résultats | Sièges                          |
| Michel Antoine Rognard | Union de la gauche (PS-PCF-PSU)      | 54,02 %   | 30 (PS 16, PC 7, DVG 5, PSU 2)  |
| Philippe Malaud        | Union de l'opposition (CNIP-RPR-UDF) | 45,97 %   | 9 (DVD 6, CNIP 1, RPR 1, UDF 1) |

### Metz
Maire sortant : Jean-Marie Rausch (Centriste/CDS) 1971-1983
Résultats
- Premier tour

|                   | Liste                               | Nombre de voix | Résultats | Sièges                              |
| Jean Laurain      | Union de la gauche (PS-PCF-MRG)     | 16 748         | 35,53 %   | 9 (PS 8, PC 1)                      |
| Jean-Marie Rausch | Union de l'opposition (UDF/CDS-RPR) | 30 383         | 64,46 %   | 46 (UDF 21, DVD 12, RPR 10, CNIP 2) |

### Montauban
- Maire sortant : Louis Delmas (PS) 1965-1983

Résultats
- Premier tour

|                | Liste                                                     | Résultats | Sièges  |           |
| Souleil        | DVG                                                       | 1 116     | 4,57 %  |           |
| Hubert Gouze   | Union de la gauche (PS-PCF-MRG)                           | 10 970    | 44,92 % | Ballotage |
| Hamecher       | MRG dissident                                             | 2 454     | 10,04 % | Retiré    |
| André Garrigue | «Ensemble pour Montauban»-Union de l'opposition (UDF/RPR) | 9 879     | 40,45 % | Ballotage |

- Second tour

|                | Liste                                                     | Nombre de voix | Résultats | Sièges                          |
| -------------- | --------------------------------------------------------- | -------------- | --------- | ------------------------------- |
| Hubert Gouze   | Union de la gauche (PS-PCF-MRG)                           | 13 389         | 51,57 %   | 34 (PS 15, MRG 10, PC 7, DVG 2) |
| André Garrigue | «Ensemble pour Montauban»-Union de l'opposition (UDF/RPR) | 12 570         | 48,42 %   | 11 (DVD 5, RPR 3, UDF 3)        |

- Premier tour : Inscrits : 32157 Exprimés : 25959
- Second tour : Inscrits : 42.297. Votants : 32,488. Exprimés : 32.011.

### Montluçon
- Maire sortant : Pierre Goldberg (PCF) 1977-1983

Résultats
- Premier tour

|                 | Liste  | Nombre de voix | Résultats |           |
| Pierre Goldberg | PCF    | 12 194         | 45,80 %   | Ballotage |
| Albert Chaubard | PS     | 7 141          | 26,82 %   | Fusion    |
| Rossi           | UDF/PR | 4 533          | 17,02 %   | Ballotage |
| Mairal          | RPR    | 2 754          | 10,34 %   | Fusion    |

- Second tour

|                 | Liste                           | Résultats | Sièges                          |
| Pierre Goldberg | Union de la gauche (PCF-PS)     | 58,81 %   | 34 (PC 20, PS 12, MRG 1, DVG 1) |
| Rossi           | Union de l'opposition (UDF/RPR) | 41,18 %   | 9 (RPR 3, UDF 3, DVD 3)         |

### Montpellier
Maire sortant : Georges Frêche (PS) 1977-1983
- Premier tour

|                | Liste                               | Nombre de voix | Résultats |           |
| Georges Frêche | Union de la gauche (PS-PCF-MRG-PSU) | 34 656         | 46,26 %   | Ballotage |
| M. Laurans     | Les Verts                           | 3 815          | 5,09 %    |           |
|                | Écologistes                         | 1 340          | 1,78 %    |           |
| M. Kremer      | PDF                                 | 1 243          | 1,65 %    |           |
| Willy Diméglio | Union de l'opposition (UDF/RPR)     | 30 949         | 41,31 %   |           |
| Alain Jamet    | FN                                  | 2 927          | 3,90 %    |           |

- Second tour

|                | Liste                               | Nombre de voix | Résultats | Sièges                                                       |
| Georges Frêche | Union de la gauche (PS-PCF-MRG-PSU) | 42 841         | 52,50 %   | 45 (PS / 23, PCF : 11, DVG : 5, MRG : 4, PSU : 2)            |
| Willy Diméglio | Union de l'opposition (UDF/RPR)     | 38 773         | 47,49 %   | 14 (RPR : 6, UDF/PR : 4, UDF/CDS : 2, UDF/RAD : 1, CNIP : 1) |

### Montreuil
Maire sortant : Marcel Dufriche (PCF) 1971-1983
Résultats
- Premier tour

|                 | Liste                                  | Nombre de voix | Résultats | Sièges                             |
| Brousse         | PCI                                    | 1 004          | 3,18 %    |                                    |
| Marcel Dufriche | PCF - Union de la gauche- (PS-MRG-PSU) | 16 977         | 53,81 %   | 42 (PC 25,PS 13,DVG 2,MRG 1,PSU 1) |
| Goetz           | Union de l'opposition (UDF/PSD-RPR)    | 13 566         | 43,00 %   | 11 (UDF 5,RPR 4,DVD 2)             |

- Premier tour : Inscrits : 53931 Exprimés : 31547

### Moulins
Maire sortant : Hector Rolland (RPR) 1971-1983
Résultats
- Premier tour

|                | Liste                           | Nombre de voix | Résultats | Sièges                     |
| Avelin         | Union de la gauche (PS-PCF-MRG) | 4 587          | 39,99 %   | 7 (PS 4, PC 3)             |
| Hector Rolland | Union de l'opposition (RPR-UDF) | 6 882          | 60,00 %   | 28 (RPR 11, UDF 11, DVD 6) |

- Inscrits : 15335 Exprimés : 11469

### Mulhouse
Maire sortant : Joseph Klifa (UDF/PSD) 1981-1983
Résultats
- Premier tour

|                   | Liste                               | Nombre de voix | Résultats | Sièges                                            |
| Jean-Marie Bockel | Union de la gauche (PS-PCF)         | 15 864         | 37,66 %   | 10 (PS 9, PC 1)                                   |
| Joseph Klifa      | Union de l'opposition (UDF/PSD-RPR) | 26 260         | 62,34 %   | 45 (UDF-PSD 13, UDF-CDS 11, UDF-PR 9, RPR/DVD 12) |

Inscrits : 65380 Exprimés : 42124

### Nancy
Maire sortant : Claude Coulais (UDF/Radical) 1977-1983
- Premier tour

|                  | Liste                                   | Résultat |         |                                     |
| Viry             | “Voix des travailleurs” (LCR )          | 771      | 2,23 %  |                                     |
| François Borella | Union de la gauche (PS-PCF)             | 8 663    | 25,15 % | 7 (PS 6, PC 1)                      |
| De le Roy        | MRG                                     | 994      | 2,88 %  |                                     |
| André Rossinot   | Union de l'opposition (UDF/Radical-RPR) | 21 799   | 63,30 % | 45 (UDF 21, DVD 12, RPR 10, CNIP 2) |
| Hervé            | Divers de droite                        | 2 206    | 6,40 %  | 1                                   |

Inscrits : 58465. Exprimés : 34433

### Nanterre
Maire sortant : Yves Saudmont (PCF) 1973-1983
Résultats
- Premier tour

|               | Liste                               | Résultats | Sièges                             |
|               | "Voix des travailleurs" (LCR)       | 3,84 %    |                                    |
| Yves Saudmont | PCF - Union de la gauche (PS)       | 56,42 %   | 43 (PC 27, PS 12, DVG 3, EXT. G 1) |
|               | Union de l'opposition (UDF/CDS-RPR) | 23,31 %   | 6 (UDF 4, RPR 2)                   |
|               | Divers de droite                    | 16,42 %   | 4                                  |

### Nantes
Maire sortant : Alain Chénard (PS) 1977-1983
Résultats
- Premier tour

|               | Liste                                | Nombre de voix | Résultats |                                      |
| Routier       | Extrême gauche                       | 5 852          | 5,50 %    |                                      |
| Dousset       | PSU                                  | 4 494          | 4,22 %    |                                      |
| Alain Chénard | Union de la gauche (PS-PCF-MRG-UDB)  | 42 261         | 39,77 %   | 13 (PS 7, PC 3, MRG 1, UDB 1, DVG 1) |
| Michel Chauty | Union de l'opposition (RPR-UDF-CNIP) | 53 648         | 50,48 %   | 48 (RPR 16, UDF 16, CNIP 8, DVD 8)   |

Inscrits : 160379. Exprimés : 106255

### Nevers
Maire sortant : Daniel Benoist (PS) 1971-1983
- Premier tour

|                   | Liste                              | Résultats |         |           |
| Daniel Benoist    | Union de la gauche (PS-PCF)        | 9 534     | 48,82 % | Ballotage |
| Mazàoli           | Divers                             | 575       | 2,94 %  |           |
| Hervé de Charette | Union de l'opposition (UDF/PR-RPR) | 6 618     | 33,89 % | Ballotage |
| Rostein           | Divers de droite                   | 2 798     | 14,32 % | Fusion    |

- Second tour

|                   | Liste                                               | Nombre de voix | Résultats | Sièges                                     |
| ----------------- | --------------------------------------------------- | -------------- | --------- | ------------------------------------------ |
| Daniel Benoist    | Union de la gauche (PS-PCF)                         | 11 295         | 53,94 %   | 33 (PS 21, PCF 10, DVG 2)                  |
| Hervé de Charette | Union de l'opposition (UDF/PR-RPR-Divers de droite) | 9 642          | 46,05 %   | 10 (DVD 5, RPR 2, UDF-PR 1, UDF 1, CNIP 1) |

### Nice
Maire sortant : Jacques Médecin (RPR ex RI) 1966-1983
- Premier tour

|                 | Liste                           | Résultats | Sièges |
| Max Gallo       | Union de la gauche (PS-PCF-MRG) | 31,24 %   | 11     |
| Roubault        | Écologistes                     | 3,34 %    |        |
| Nicole Weinman  | RI/PR diss.                     | 6,32 %    | 2      |
| Panùzoli        | Divers de droite                | 1,62 %    |        |
| Jacques Médecin | Union de l'opposition (RPR-UDF) | 54,82 %   | 56     |
| Seiller         | FN                              | 2,62 %    |        |

Inscrits : 228669. Exprimés : 164788

### Nîmes
Maire sortant :
RésultatsÉmile Jourdan (PCF) 1965-1983
- Premier tour

|               | Liste                              | Nombre de voix | Résultats |           |
| Émile Jourdan | Union de la gauche (PCF-PS-MRG)    | 25 884         | 44,27 %   | Ballotage |
| Joseph Alcon  | DVG (PS dissident)                 | 3 053          | 5,22 %    |           |
| Simon Casas   | Divers                             | 2 027          | 3,46 %    |           |
| Jean Bousquet | Union de l'opposition (UDF/PR-RPR) | 27 495         | 47,03 %   | Ballotage |

- Second tour

|               | Liste                              | Nombre de voix | Résultats | Sièges                      |
| ------------- | ---------------------------------- | -------------- | --------- | --------------------------- |
| Émile Jourdan | Union de la gauche (PCF-PS-MRG)    | 32 156         | 49,67 %   | 13 (PCF 6, PS 6, DVG 1)     |
| Jean Bousquet | Union de l'opposition (UDF/PR-RPR) | 32 578         | 50,32 %   | 42 (UDF 14, RPR 14, DVD 14) |

Inscrits : 82909, Exprimés : 64734.

### Niort
Maire sortant : René Gaillard (PS) 1971-1983
Résultats
- Premier tour

|               | Liste                           | Nombre de voix | Résultats | Sièges                             |
| Morin         | PCI                             | 915            | 3,29 %    |                                    |
| René Gaillard | Union de la gauche (PS-PCF-MRG) | 15 150         | 54,63 %   | 35 (PS 25, PC 7, app. PS 2, MRG 1) |
| Garcia        | Union de l'opposition (RPR-UDF) | 11 667         | 42,07 %   | 10 (RPR 5, UDF 5)                  |

- Inscrits : 38055 Exprimés : 27732

### Orléans
Maire sortant : Jacques Douffiagues (UDF-PR) 1980-1983
- Premier tour

|                     | Liste                                  | Nombre de voix | Résultat | Sièges                                          |
| Jean-Pierre Sueur   | Union de la gauche (PSU-PS-PCF-LV-MRG) | 18 414         | 45,29 %  | 12 (PS : 7, PCF : 2, MRG : 1, ÉCO : 1, DVG : 1) |
| Jacques Douffiagues | Union de l'opposition (UDF-RPR)        | 22 245         | 54,71 %  | 43 (UDF : 20, RPR : 16, DVD : 7)                |

Inscrits : 57 025 - Exprimés : 40 659

### Pau
Maire sortant : André Labarrère (PS) 1971-1983
Résultats
- Premier tour

|                 | Liste                                | Nombre de voix | Résultats | Sièges                          |
| Lalanne         | “Voix des travailleurs” (LCR )       | 626            | 1,65 %    |                                 |
| André Labarrère | Union de la gauche (PS-PCF-MRG)      | 19 110         | 50,43 %   | 41 (PS 28, PCF 5, DVG 5, MRG 3) |
| Sallenave       | Union de l'opposition (UDF/CNIP-RPR) | 17 400         | 45,92 %   | 12                              |
| Arrabie-Aubies  | Divers de droite                     | 753            | 1,98 %    |                                 |

- Inscrits : 48817 Exprimés : 37889

### Périgueux
Maire sortant : Yves Guéna (RPR) 1971-1983
Résultats
- Premier tour

|            | Liste                           | Nombre de voix | Résultats | Sièges |
| ---------- | ------------------------------- | -------------- | --------- | ------ |
|            | Union de la gauche (PS-PCF-MRG) | 6 167          | 35,82 %   | 7      |
| Yves Guéna | Union de l'opposition (RPR-UDF) | 11 045         | 64,17 %   | 32     |

- Inscrits : 22538 Exprimés : 17212

### Poitiers
- Maire sortant : Jacques Santrot (PS) 1977-1983

Principaux candidats
- M. Reserbat-Plantey, liste d'extrême gauche (LO-LCR-JCR)
- Jacques Santrot, liste Union de la gauche “Pour Poitiers avec Vous”: Parti socialiste (PS) - Parti communiste français (PCF) - Mouvement Radical de Gauche (MRG) - Parti socialiste unifié (PSU)
- Jacques Grandon, liste de centre-droite “Union pour Poitiers” Rassemblement pour la République (RPR) - Union pour la démocratie française (UDF)

Résultats
- Premier tour

|                  | Liste                                                      | Nombre de voix | Résultats |                                        |
| Reserbat-Plantey | Extrême gauche (LO-LCR-JCR)                                | 705            | 2,19 %    |                                        |
| Jacques Santrot  | Union de la gauche (PS-PCF-MRG-PSU)                        | 16,198         | 50,36 %   | 37 (PS 18, PC 9, MRG 3, PSU 3, DVG 4). |
| Jacques Grandon  | "Poitiers Chance Nouvelle”-Union de l'opposition (RPR-UDF) | 15,257         | 47,44 %   | 12                                     |

Premier tour. - Inscrits : 45.676. Votants : 32.960. Exprimés : 32.150

### Privas
Maire sortant : Amédée Imbert 1979-1983 (UDF/PR)
Résultats
- Premier tour

|                   | Liste                              | Nombre de voix | Résultats | Sièges |
| ----------------- | ---------------------------------- | -------------- | --------- | ------ |
| Amédée Imbert     | Union de l'opposition (UDF/PR-RPR) | 2 570          | 59,21 %   | 24     |
| Jean-Pierre Viale | Union de la gauche (PS-MRG)        | 1303           | 30,02 %   | 4      |
| Raymond Cassagne  | PCF                                | 467            | 10,77 %   | 1      |

Premier tour. - Inscrits : 5.852. Exprimés : 4.340

### Reims
- Maire sortant : Claude Lamblin (PCF) 1977-1983

Résultats
- Premier tour

|                  | Liste                           | Nombre de voix | Résultats |
| Dalbart          | “Voix des travailleurs” (LCR)   | 1,66 %         |           |
| Claude Lamblin   | PCF                             | 18,82 %        | 5         |
| François Letzgus | PS-PSU-MRG                      | 23,51 %        | 7         |
| Jean Falala      | Union de l'opposition (RPR-UDF) | 56,01 %        | 47        |

### Rennes
Maire sortant : Edmond Hervé (PS) 1977-1983
- Premier tour

|                  | Liste                                       | Nombre de voix | Résultats |           |
| Raymond Madec    | LO-LCR                                      | 1 023          | 1,32 %    |           |
| Hilaire Fournier | Parti Solidarité Sociale (Divers de gauche) | 1 244          | 1,60 %    |           |
| Edmond Hervé     | Union de la gauche (PS-PCF-MRG-UDB)         | 36 594         | 47,11 %   | Ballotage |
| Yves Cochet      | ”Rennes Verte”                              | 4 801          | 6,18 %    |           |
| Claude Champaud  | Union de l'opposition (UDF/RPR)             | 34 024         | 43,80 %   | Ballotage |

- Second tour

|                 | Liste                                 | Nombre de voix | Résultats | Sièges                                 |
| Edmond Hervé    | “Union de la gauche” (PS-PCF-MRG-UDB) | 43 061         | 52,83 %   | 45 (PS 26, PCF 9, MRG 3, PSU 3, UDB 1) |
| Claude Champaud | Union de l'opposition (UDF/RPR)       | 38 437         | 47,16 %   | 14 (UDF 7, RPR 4, DVD 3)               |

### Roubaix
Maire sortant : Pierre Prouvost (PS) 1977-1983
Principaux candidats
- M. Mortal, liste de extrême gauche “La voix des travailleurs”
- Pierre Prouvost (PS), liste “Allez Roubaix” de “Union de la gauche”: Parti socialiste (France) (PS), Parti communiste français (PCF)
- André Diligent (UDF/CDS) , liste “Un autre avenir pour Roubaix” de centre-droite Union pour la démocratie française (UDF) - (Rassemblement pour la République (RPR)
- Marcel Lécluse, liste “Roubaix aux roubaisiens” de extreme droite

Resultats
- Premier tour

|                 | Liste                           | Nombre de voix | Résultats |                            |
| M. Mortal       | Extrême gauche                  | 1 344          | 3,84 %    |                            |
| Pierre Prouvost | Union de la gauche (PS-PCF-MRG) | 12 715         | 36,38 %   | 10 (PS 7, PC 2, MRG 1)     |
| André Diligent  | Union de l'opposition (UDF/RPR) | 17 544         | 50,19 %   | 43 (UDF 21, RPR 15, DVD 7) |
| Marcel Lécluse  | Extrême droite                  | 3 347          | 9,57 %    | 2                          |

- Premier tour : Inscrits : 50472 Votants : 36483 Exprimés : 34950

### Rouen
Maire sortant : Jean Lecanuet (UDF/CDS) 1968-1983
Résultats
- Premier tour

|                    | Liste                                                     | Résultats |
| Gisèle Lapeyre     | “Voix des travailleurs” (LCR)                             | 3,17 %    |
| Maurice Deliquaire | PSU                                                       | 3,53 %    |
| Baeli              | Les Verts                                                 | 3,08 %    |
| Beregovoy          | Union de la gauche (PS–PCF-MRG)                           | 28,75 %   |
| Jean Lecanuet      | ”Mieux Vivre à Rouen”-Union de l'opposition (UDF/CDS-RPR) | 61,4 %    |

### Saint-Denis
Maire sortant : Marcelin Berthelot (PCF) 1971-1983
Résultats
- Premier tour

|                    | Liste                              | Nombre de voix | Résultats | Sièges                           |
| Carriquiriborde    | PCI                                | 404            | 1,60 %    |                                  |
| Alain Krivine      | “Voix des travailleurs” (LCR)      | 863            | 3,43 %    |                                  |
| Marcelin Berthelot | PCF - Union de la gauche (PS-PSU)  | 16 290         | 64,76 %   | 45 (PCF 29, PS 13, PSU 2, DVG 1) |
| Borderie           | Union de l'opposition (UDF/PR-RPR) | 7 956          | 30,19 %   | 8 (RPR 4, UDF 3, DVD 1)          |

- Premier tour : Inscrits : 42290 Exprimés : 25153

### Saint-Étienne
Résultats
- Premier tour

|                    | Liste                               | Nombre de voix | Résultats |           |
| Joseph Sanguedolce | Union de la gauche (PCF-PS-MRG)     | 36,025         | 43,16 %   | Ballotage |
| Christian Brodhag  | ECO                                 | 4,514          | 5,40 %    |           |
| Paul Dhaille       | PDF (MRG diss.)                     | 1,598          | 1,91 %    |           |
| François Dubanchet | Union de l'opposition (UDF/CDS-RPR) | 34,448         | 41,27 %   | Ballotage |
| Christian Bail     | DVD                                 | 5,222          | 6,25 %    |           |
| Martine Victoire   | DVD (RPR diss.)                     | 1,657          | 1,90 %    |           |

- Second tour

|                    | Liste                               | Nombre de voix | Résultats | Sièges |
| ------------------ | ----------------------------------- | -------------- | --------- | ------ |
| Joseph Sanguedolce | Union de la gauche (PCF-PS-MRG)     | 45,585         | 49,05 %   | 15     |
| François Dubanchet | Union de l'opposition (UDF/CDS-RPR) | 47,349         | 50,95 %   | 46     |

### Saint-Nazaire
Maire sortant : Étienne Caux (SFIO/PS) 1968-1983
Resultats
- Premier tour

|                    | Liste                               | Nombre de voix | Résultats |           |
| Alseda             | PCI                                 | 993            | 3,46 %    |           |
| Cherblanc          | “Voix des travailleurs” (LO)        | 691            | 2,40 %    |           |
| Maurice Deliquaire | PSU                                 | 904            | 3,15 %    |           |
| Joël-Guy Batteux   | Union de la gauche (PS-PCF-UDB-MRG) | 13 524         | 47,12 %   | Ballotage |
| Morin              | Écologistes                         | 1 658          | 5,77 %    |           |
| Garnier            | Union de l'opposition (RPR-UDF)     | 10 926         | 38,07 %   | Ballotage |

- Second tour

|                  | Liste                               | Nombre de voix | Résultats | Sièges                          |
| ---------------- | ----------------------------------- | -------------- | --------- | ------------------------------- |
| Joël-Guy Batteux | Union de la gauche (PS-PCF-UDB-MRG) | 17 044         | 56,57 %   | 39 (PS 25, PC 11, UDB 2, MRG 1) |
| Garnier          | Union de l'opposition (RPR-UDF)     | 12 734         | 43,42 %   | 10 (RPR 5, UDF 3, DVD 2)        |

### Saint-Quentin
- Maire sortant : Daniel Le Meur (PCF) 1977-1983
- Maire élu : Jacques Braconnier (RPR) 1966-1977

| Candidat        | Candidat           | Parti                       | Premier tour | Premier tour | Premier tour | Second tour | Second tour | Sièges                                       | Sièges |
| Candidat        | Candidat           | Parti                       | Voix         | %            | +/-          | Voix        | %           | -                                            | +/-    |
| --------------- | ------------------ | --------------------------- | ------------ | ------------ | ------------ | ----------- | ----------- | -------------------------------------------- | ------ |
|                 | Jacques Braconnier | RPR-UDF                     | 13 094       | 44,41        | 3,6          | 16 457      | 50,90       | 37 (10 RPR, 10 UDF, 10 DVD, 7 Action locale) | 37     |
|                 | M. Huguet          | Action locale               | 3 547        | 12,03        | Nv           | 16 457      | 50,90       | 37 (10 RPR, 10 UDF, 10 DVD, 7 Action locale) | 37     |
|                 | Daniel Le Meur*    | Union de la gauche (PCF-PS) | 12 838       | 43,54        | 8,5          | 15 813      | 49,10       | 12 (6 PCF, 6 PS)                             | 25     |
|                 |                    |                             |              |              |              |             |             |                                              |        |
| Exprimés        | Exprimés           | Exprimés                    | 29 479       | 95,55        |              | 32 330      | 97,26       |                                              |        |
| Blancs et nuls  | Blancs et nuls     | Blancs et nuls              | 1 374        | 4,45         | 911          | 2,74        |             |                                              |        |
| Total           | Total              | Total                       | 30 853       | 75,83        | -            | 33 241      | 81,70       |                                              |        |
| Abstention      | Abstention         | Abstention                  | 9 834        | 24,17        |              | 7 446       | 18,30       |                                              |        |
| Inscrits        | Inscrits           | Inscrits                    | 40 687       | 100,00       | 40 687       | 100,00      |             |                                              |        |
| * maire sortant |                    |                             |              |              |              |             |             |                                              |        |

### Strasbourg
Maire sortant : Pierre Pflimlin (UDF/CDS) 1959-1983
Résultats
- Premier tour

|                | Liste                               | Résultats |         |                            |
| Meyer          | “Voix des travailleurs” (LCR)       | 802       | 0,99 %  |                            |
| Dreysse        | Divers de gauche                    | 1 492     | 1,84 %  |                            |
| Oehler         | PS - Union de la gauche (PCF-MRG)   | 19 814    | 24,48 % | 8 (PS 7, DVG 1)            |
| Peter          | Écologistes                         | 4 042     | 4,99 %  |                            |
| Moschen-ross   | “Action Locale” (Divers)            | 2 268     | 2,80 %  |                            |
| Marcel Rudloff | Union de l'opposition (UDF/CDS-RPR) | 44 163    | 54,57 % | 50 (UDF 25, RPR 23, DVD 2) |
| Bord           | DVD (RPR dissident)                 | 8 342     | 10,30 % | 3                          |

- Premier tour : Inscrits : 129586 Exprimés : 80923

### Tarbes
- Maire sortant : Paul Chastellain (PCF) 1977-1983

Résultats
- Premier tour

|                  | Liste                          | Résultats |           |
| Paul Chastellain | PCF                            | 43,45 %   | Ballotage |
| Duprat           | PS-MRG                         | 18,48 %   | Fusion    |
| Jean Journé      | Union de l'opposition(UDF/RPR) | 38,06 %   | Ballotage |

- Second tour

|                  | Liste                           | Résultats | Sièges                                           |
| Paul Chastellain | Union de la gauche (PCF-PS-MRG) | 54,75 %   | 35 (PS 12, PCF 11, MRG 9, DVG 1, PSU 1, Ecolo 1) |
| Jean Journé      | Union de l'opposition (UDF/RPR) | 45,24 %   | 10 (UDF 5, RPR 5)                                |

### Thionville
Maire sortant : Paul Souffrin (PCF) 1977-1983
Résultats
- Premier tour

|                 | Liste                           | Nombre de voix | Résultats | Sièges |
| --------------- | ------------------------------- | -------------- | --------- | ------ |
| Paul Souffrin   | Union de la gauche (PCF/PS)     | 10 180         | 51,25 %   | 33     |
| Antoine Lacroix | Union de l'opposition (RPR/UDF) | 9 682          | 48,74 %   | 10     |

Inscrits : 25465. Exprimés : 19862

### Toulouse
Maire sortant : Pierre Baudis (Centriste) 1971-1983
Résultats
- Premier tour

|                  | Liste                               | Nombre de voix | Résultats | Sièges |
| ---------------- | ----------------------------------- | -------------- | --------- | ------ |
|                  | “Voix des travailleurs” (LCR)       | 3 188          | 2,24 %    |        |
| Roussée          | Les Verts                           | 5 003          | 3,50 %    |        |
| Bapt             | PS – Union de la gauche (PCF -MRG)  | 53 314         | 37,38 %   | 13     |
| Dominique Baudis | Union de l'opposition (UDF/CDS-RPR) | 81 100         | 56,87 %   | 56     |

Inscrits : 205273. Exprimés : 142605

### Tours
Maire sortant : Jean Royer (DVD) 1959-1983
Résultats
- Premier tour

|                   | Liste                           | Nombre de voix | Résultats | Sièges |
| ----------------- | ------------------------------- | -------------- | --------- | ------ |
| Sornin            | « Voix des travailleurs » (LCR) | 1 480          | 2,86 %    |        |
| Jean-Michel Testu | Union de la gauche (PS-PCF-MRG) | 17 122         | 33,17 %   | 9      |
| Jean Royer        | Union de l'opposition (RPR-UDF) | 33 003         | 63,95 %   | 46     |

- Inscrits : 80 537  - Exprimés : 51 605

### Troyes
Maire sortant : Robert Galley (UDR/RPR) 1922-1983
Résultats
- Premier tour

|               | Liste                           | Nombre de voix | Résultats | Sièges                      |
| Cosjin        | “Voix des Travailleurs” (LO)    | 741            | 3,10 %    |                             |
| Cherain       | Union de la gauche (PS-PCF-MRG) | 8 600          | 36,03 %   | 9 (PS 5, PC 3, MRG 1)       |
| Robert Galley | Union de l'opposition (RPR-UDF) | 14 523         | 60,85 %   | 40 (RPR 15, UDF 15, DVD 10) |

- Premier tour : Inscrits : 36663 Exprimés : 23864

### Tulle
Maire sortant : Jean Combasteil (PCF) 1977-1983
Résultats
- Premier tour

|                 | Liste                           | Nombre de voix | Résultats | Sièges                             |
| --------------- | ------------------------------- | -------------- | --------- | ---------------------------------- |
| Jean Combasteil | Union de la gauche (PCF/PS)     | 5 553          | 53,72 %   | 26 (PC 13, PS 11, DVG 1, Ext. G 1) |
| Beal            | Union de l'opposition (RPR/UDF) | 4 783          | 46,27 %   | 7 (DVD 4, RPR 2, UDF 1)            |

Inscrits : 13036. Exprimés : 10336

### Ussel
- Maire sortant : Henri Belcour (RPR) 1965-1983

Résultats
- Premier tour

|                   | Liste                           | Résultats |    |
| Henri Belcour     | Union de l'opposition (RPR-UDF) | 60,61 %   | 26 |
| François Hollande | Union de la gauche (PS-PCF-MRG) | 39,39 %   | 7  |

### Valence
Maire sortant : 	Rodolphe Pesce (PS) 1977-1983
Résultats
- Premier tour

|                | Liste                           | Résultats | Sièges                           |
| Rodolphe Pesce | Union de la gauche (PS-PCF-MRG) | 51,55 %   | 37 (PS 15, PC 10, DVG 10, MRG 2) |
| Parent         | Union de l'opposition (RPR-UDF) | 48,44 %   | 12 (RPR 5, UDF 4, DVD 3)         |

### Valenciennes
Maire sortant : Pierre Carous (RPF/UNR/UDR/RPR) 1947-1983
Résultats
- Premier tour

|               | Liste                           | Nombre de voix | Résultats | Sièges         |
| ------------- | ------------------------------- | -------------- | --------- | -------------- |
| Bocquet       | Union de la gauche (PCF-PS)     | 7 492          | 38,36 %   | 8 (PC 5, PS 3) |
| Pierre Carous | Union de l'opposition (RPR-UDF) | 12 036         | 61,63 %   | 35             |

- Inscrits : 26836. Exprimés : 19528

### Vannes
Maire sortant : Paul Chapel (UDF/PR) 1971-1983
- Premier tour

|             | Liste                               | Résultat | Sièges                       |
| Olivier     | Union de la gauche (PS-PCF-UDB-MRG) | 36,32 %  | 8 (PS 5, PC 1, UDB 1, MRG 1) |
| Mousset     | Les Verts                           | 7,71 %   | 1                            |
| Paul Chapel | Union de l'opposition (UDF/RPR)     | 55,96 %  | 34 (UDF 12, RPR 11, DVD 11)  |

Inscrits : 25996. Exprimés : 17799

### Vénissieux
- Maire sortant : Marcel Houèl (PCF) 1962-1983

Résultats
- Premier tour

|              | Liste                           | Nombre de voix | Résultats | Sièges                          |
| ------------ | ------------------------------- | -------------- | --------- | ------------------------------- |
| Bony         | PCI                             | 1 096          | 6,13 %    | 1                               |
| Marcel Houèl | Union de la gauche (PCF-PS-MRG) | 10 532         | 58,97 %   | 40 (PC 22, PS 16, MRG 1, DVG 1) |
| Ferrari      | Union de l'opposition (RPR/UDF) | 6 230          | 34,88 %   | 9 (RPR 8, DVD 1)                |

Inscrits : 33489 Exprimés : 17858

### Villeurbanne
Maire sortant : Charles Hernu (PS) 1977-1983
Résultats
- Premier tour

|               | Liste                           | Nombre de voix | Résultats | Sièges                          |
| Charles Hernu | Union de la gauche (PS-PCF-MRG) | 23 768         | 54,95 %   | 43 (PS 27, PCF 8, DVG 6, MRG 2) |
| Forien        | Union de l'opposition (UDF/RPR) | 19 481         | 45,04 %   | 12 (8 DVD, 2 UDF, 2 RPR)        |

Inscrits : 65654- Exprimés : 43249

## Conséquences
La défaite de la gauche entraîne la démission de Pierre Mauroy de la tête du gouvernement. Il est aussitôt reconduit dans ses fonctions afin de donner une nouvelle orientation à sa politique, à la faveur d'un remaniement ministériel (gouvernement Pierre Mauroy (3)).